# Eurajoensalmi
Eurajoensalmi är en vik i Finland. Den ligger i Euraåminne i landskapet Satakunta, i den sydvästra delen av landet, 220 km nordväst om huvudstaden Helsingfors.